# Mykola Kuchmi
Mykola Kuchmi –en ucraniano, Микола Кучмій– (28 de febrero de 1992) es un deportista ucraniano que compite en lucha grecorromana. Ganó una medalla de bronce en el Campeonato Europeo de Lucha de 2020, en la categoría de 130 kg.

## Palmarés internacional
| Campeonato Europeo | Campeonato Europeo | Campeonato Europeo | Campeonato Europeo |
| Año                | Lugar              | Medalla            | Categoría          |
| ------------------ | ------------------ | ------------------ | ------------------ |
| 2020               | Roma (Italia)      | Medalla de bronce  | 130 kg             |